# Порт-Антонио
Порт-Антонио (англ. Port Antonio) — город на востоке Ямайки, административный центр округа Портленд.
Население — 12 тыс. (1970), 12 285 (1982) и 13 246 человек (1991).
В городе расположен третий по объёму страны порт (вывоз кокосов, бананов и сахара). Порт-Антонио расположен приблизительно в 100 км от столицы, с которым связан шоссе и железной дорогой.
Важную статью экономики составляет туризм. Кроме пляжного отдыха (Голубая лагуна, Дрэгон-Бэй), популярны поездки на островок Нэви, на котором располагаются остатки базы Британского флота XVIII века. Остров также известен съёмками нескольких голливудских фильмов. Ранее он принадлежал известному актёру Эрролу Флинну, выигравшему его в покер.

## Изображения

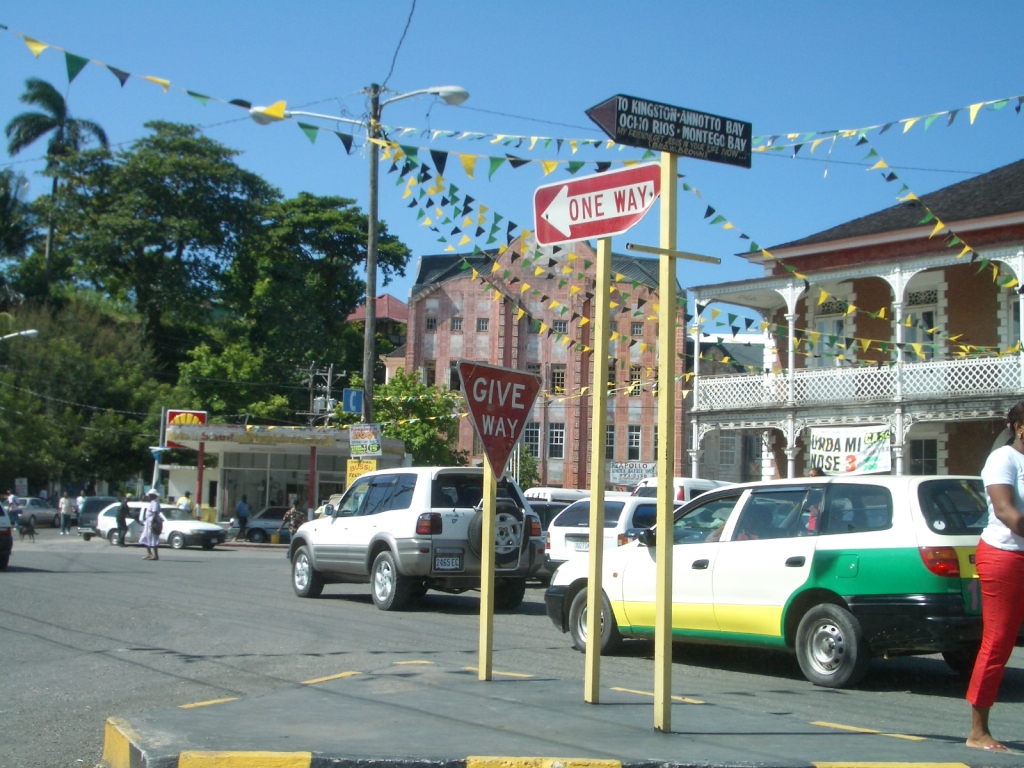
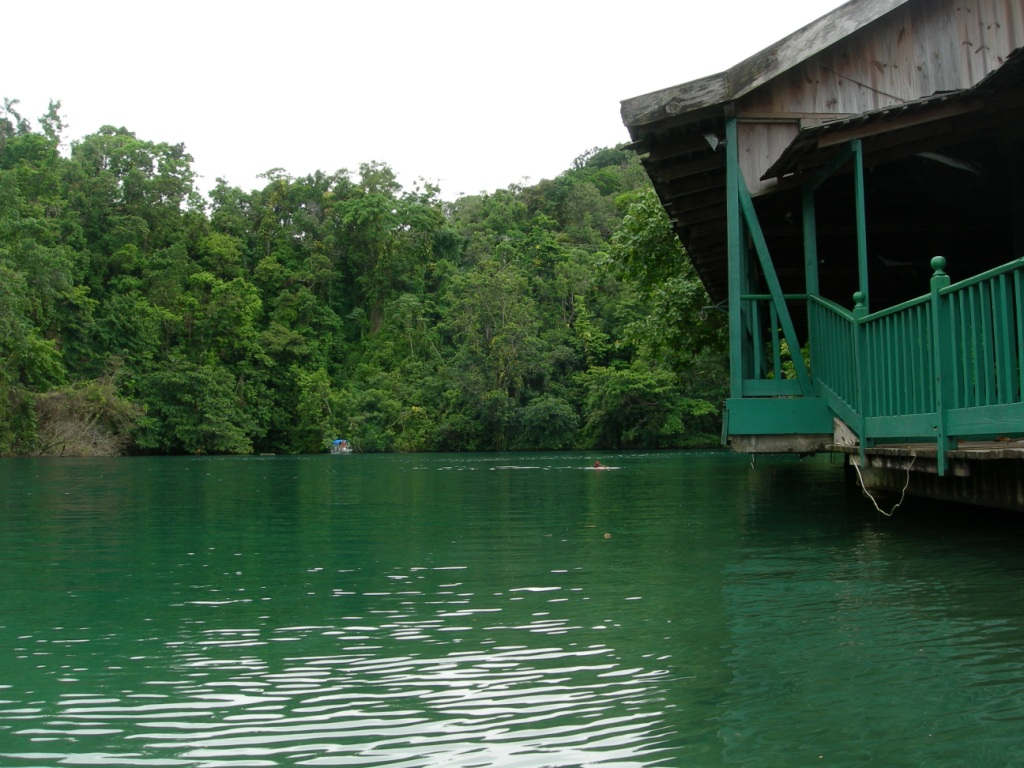
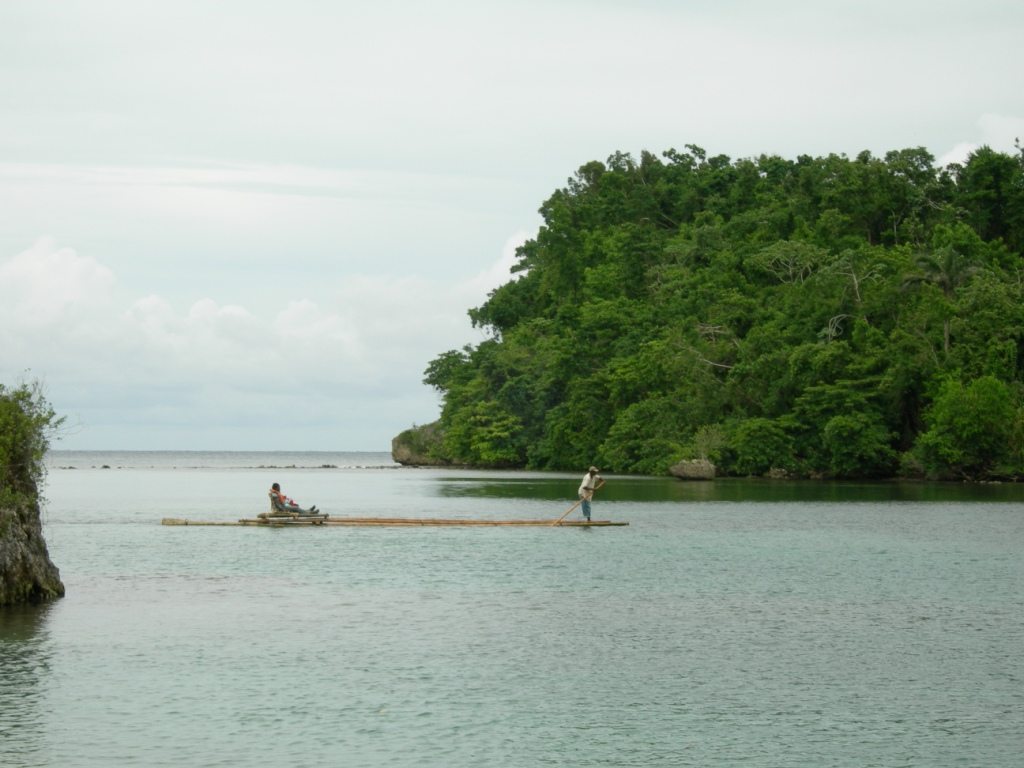
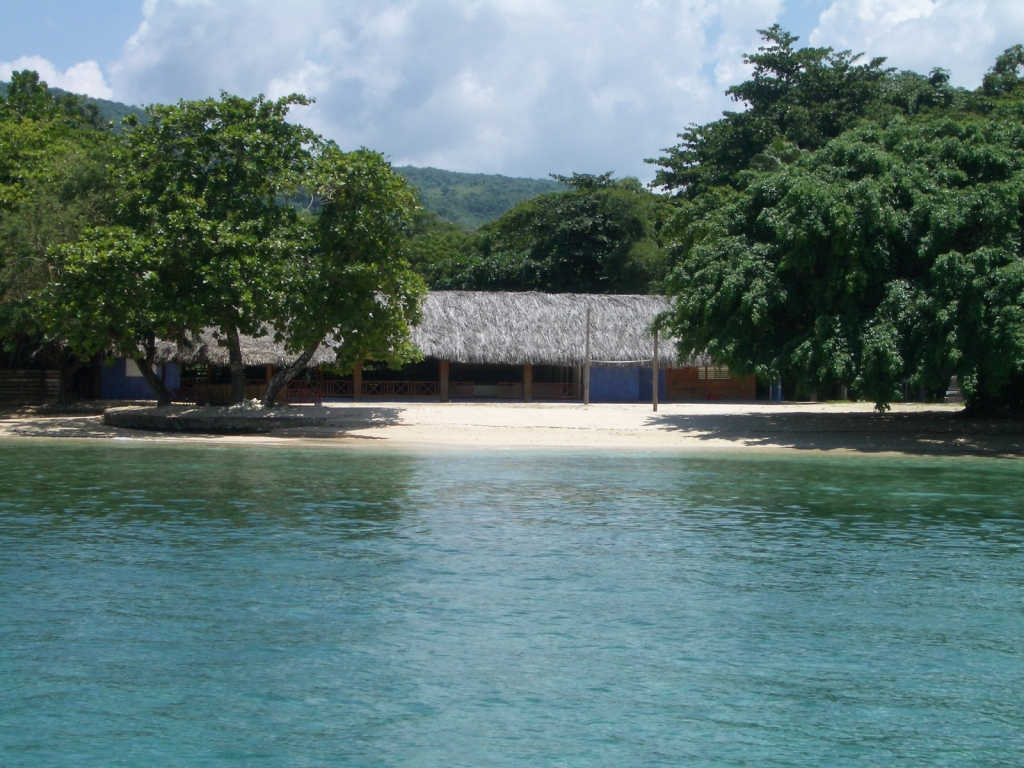